# 蘇耀邦
蘇耀邦（1893年3月23日—1947年3月20日），台灣宜蘭人，為二二八事件受難者之一。

## 戰前
蘇耀邦為來台的第三代，父親為蘇壁璋是台灣日治時代的漢方醫師。蘇耀邦自宜蘭公學校畢業之後，就到台北就讀國語學校師範科，1911年總督府國語學校師範部畢，畢業後便回到宜蘭地區從事教職公學校（羅東公學校冬瓜山分校）訓導，1919年為公學校任教。後來總督府在宜蘭地區成立台北州立宜蘭農林學校後，蘇耀邦被聘為該校老師，1927年兼任台北州立宜蘭農林學校教務囑託，宜蘭青年團長，1928年宜蘭農林學校專任教務囑託，並於1937年辭職，一直到戰後才再次回到宜蘭農校擔任教職。而這段時間中，蘇耀邦曾開設醫院「土門病院」並聘請日本醫生，也曾做過生意，任台灣新聞社記者。後來的台灣省議員郭雨新便是蘇耀邦提拔出來的。當時郭雨新就讀於農林學校，由於家境不好沒錢交學費，蘇耀邦就曾介紹他到一位日本律師家裡去工作。

## 戰後
國民政府接管臺灣後，蘇耀邦當選為宜蘭縣參議員，並且曾經與郭章垣一起處理過霍亂的問題。

## 二二八事件
發生當時，蘇耀邦在台北處理事情，過幾天後才回到宜蘭。宜蘭農校的外省籍校長二二八事件時逃走，蘇耀邦出面擔任代理校長的職務。然而，因為二二八事件發生後，一部分的年輕人奪走當地警察局等單位的軍火。在多位當地人士的請求下，蘇耀邦想到利用遊行的方式，讓年輕人所持有的武器能夠統一集中管理，以免發生不必要的事故。不過在參加完遊行之後，蘇耀邦便開始不管二二八事件期間宜蘭的事務了，蘇耀邦在友人的建議下，到鄉下去避了一段時間，但是晚上都還是回到家裡休息。在3月18日深夜、19日凌晨，在被抓走那一天，雖然獲得友人的通報，但蘇耀邦仍然認為自己不會發生什麼事，不過最後國軍仍將他帶走。3月20日凌晨，軍隊本欲載往頭城海邊填海，因為路壞，載回媽祖宮前槍殺，直到第三天家屬才得到死訊，家人要去收屍，兵仔不准，後經人遊說，才在夜晚，偷偷收屍運回。